# Manuczehr Dżalilow
Manuczehr Nasrullojewicz Dżalilow (tadż. Манучеҳр Насруллоевич Ҷалилов, ros. Манучехр Насруллоевич Джалилов, Manuczechr Nasrułłojewicz Dżaliłow ur. 27 września 1990 w Hisarze) – tadżycki piłkarz grający na pozycji napastnika, reprezentant kraju od 2011 roku. Posiada obywatelstwo Tadżykistanu i Rosji.

## Kariera piłkarska

### Kariera klubowa
Dżalilow rozpoczął karierę juniorską w Lokomotiwie Moskwa. W latach 2009–2010 występował w seniorskiej drugiej drużynie. W 2011 roku trafił do tatarstańskiego Nieftiechimika Niżniekamska, w którym spędził 4 sezony. W 2015 roku wrócił do kraju i rozpoczął grę w drużynie mistrza Tadżykistanu – Istiklolu Duszanbe.

### Kariera reprezentacyjna
W 2007 roku wziął udział w mistrzostwach świata U-17, gdzie wystąpił we wszystkich czterech meczach rozegranych przez reprezentację. W seniorskiej reprezentacji Tadżykistanu zadebiutował 2 września 2011 roku w meczu eliminacji do Mistrzostw Świata 2014 przeciwko Uzbekistanowi. 12 listopada 2015 roku w meczu eliminacji do Mistrzostw Świata 2018 zdobył 4 bramki przeciwko Bangladeszowi, z którym Tadżykistan wygrał 5:0. 9 listopada 2016 roku w meczu towarzyskim z Turkmenistanem Dżalilow zdobył hat tricka. Łącznie w reprezentacji zdobył 13 bramek, co daje mu trzecie miejsce w historii reprezentacji Tadżykistanu, po Jusufie Rabijewie i Numonie Hakimowie (stan na 13 czerwca 2017).
| Mecze i gole w reprezentacji | Mecze i gole w reprezentacji | Mecze i gole w reprezentacji | Mecze i gole w reprezentacji | Mecze i gole w reprezentacji | Mecze i gole w reprezentacji | Mecze i gole w reprezentacji |
| Tadżykistan                  | Tadżykistan                  | Tadżykistan                  | Tadżykistan                  | Tadżykistan                  | Tadżykistan                  | Tadżykistan                  |
| Lp.                          | Data                         | Miasto                       | Przeciwnik                   | Gol                          | Wynik                        | Rozgrywki                    |
| ---------------------------- | ---------------------------- | ---------------------------- | ---------------------------- | ---------------------------- | ---------------------------- | ---------------------------- |
| 1.                           | 02.09.2011                   | Tursunzoda                   | Uzbekistan                   |                              | 0:1                          | el. MŚ 2014                  |
| 2.                           | 26.03.2015                   | Male                         | Malediwy                     | Gol                          | 2:0                          | towarzyski                   |
| 3.                           | 31.03.2015                   | Duszanbe                     | Syria                        |                              | 2:3                          | towarzyski                   |
| 4.                           | 11.06.2015                   | Duszanbe                     | Jordania                     | Gol                          | 1:3                          | el. MŚ 2018                  |
| 5.                           | 16.06.2015                   | Dhaka                        | Bangladesz                   |                              | 1:1                          | el. MŚ 2018                  |
| 6.                           | 08.09.2015                   | Duszanbe                     | Australia                    |                              | 0:3                          | el. MŚ 2018                  |
| 7.                           | 08.10.2015                   | Biszkek                      | Kirgistan                    | Gol                          | 2:2                          | el. MŚ 2018                  |
| 8.                           | 12.11.2015                   | Duszanbe                     | Bangladesz                   | Gol · Gol · Gol · Gol        | 5:0                          | el. MŚ 2018                  |
| 9.                           | 24.03.2016                   | Adelaide                     | Australia                    |                              | 0:7                          | el. MŚ 2018                  |
| 10.                          | 29.03.2016                   | Duszanbe                     | Kirgistan                    |                              | 0:1                          | el. MŚ 2018                  |
| 11.                          | 02.06.2016                   | Duszanbe                     | Bangladesz                   |                              | 5:0                          | el. Pucharu Azji 2019        |
| 12.                          | 07.06.2016                   | Dhaka                        | Bangladesz                   |                              | 1:0                          | el. Pucharu Azji 2019        |
| 13.                          | 27.08.2016                   | Chodżent                     | Syria                        |                              | 0:0                          | towarzyski                   |
| 14.                          | 06.09.2016                   | Hebron                       | Palestyna                    |                              | 1:1                          | towarzyski                   |
| 15.                          | 05.10.2016                   | Duszanbe                     | Palestyna                    |                              | 3:3                          | towarzyski                   |
| 16.                          | 09.11.2016                   | Duszanbe                     | Turkmenistan                 | Gol · Gol · Gol              | 3:0                          | towarzyski                   |
| 17.                          | 13.11.2016                   | Duszanbe                     | Afganistan                   | Gol                          | 1:0                          | towarzyski                   |
| 18.                          | 23.03.2017                   | Ar-Rifa                      | Bahrajn                      | Gol                          | 1:1                          | towarzyski                   |
| 19.                          | 28.03.2017                   | Doha                         | Jemen                        |                              | 1:2                          | el. Pucharu Azji 2019        |
| 20.                          | 13.06.2017                   | Duszanbe                     | Filipiny                     | Gol                          | 3:4                          | el. Pucharu Azji 2019        |

## Sukcesy i odznaczenia

### Sukcesy piłkarskie
Istiklol Duszanbe
- mistrz Tadżykistanu: 2015, 2016
- zdobywca Pucharu Tadżykistanu: 2015, 2016
- zdobywca Superpucharu Tadżykistanu: 2015, 2016

### Sukcesy indywidualne
- król strzelców Kahramonhoi Todżikiston: 2015[8], 2016[9]
- najlepszy zawodnik Kahramonhoi Todżikiston: 2015[10], 2016[9]